# イムラン・サヒブ
イムラン・サヒブ（Imran Sahib、1982年10月12日 - ）は、シンガポールの元サッカー選手。元シンガポール代表。現役時代のポジションはMF、RB。

## 経歴
2001年にセンバワン・レンジャーズFCでプロデビュー。翌年からはホーム・ユナイテッドに所属。2005年にはヤング・ライオンズに移籍するものの、年内にはホーム・ユナイテッドに戻った。その後、ウッドランド・ウェリントンFCを経て、2008年から7年間タンピネス・ローバースFCに所属。2015年からは三度ホーム・ユナイテッドに移籍。

## 代表歴
シンガポール代表として2004年に4試合出場したものの、以降の出場は無かった。

## タイトル

### クラブ
ホーム・ユナイテッド
- Sリーグ: 2003
- シンガポール・カップ: 2003, 2005

タンピネス・ローバースFC
- Sリーグ: 2011, 2012, 2013

### 代表
シンガポール
- 東南アジアサッカー選手権: 2004